# Szudán (régió)

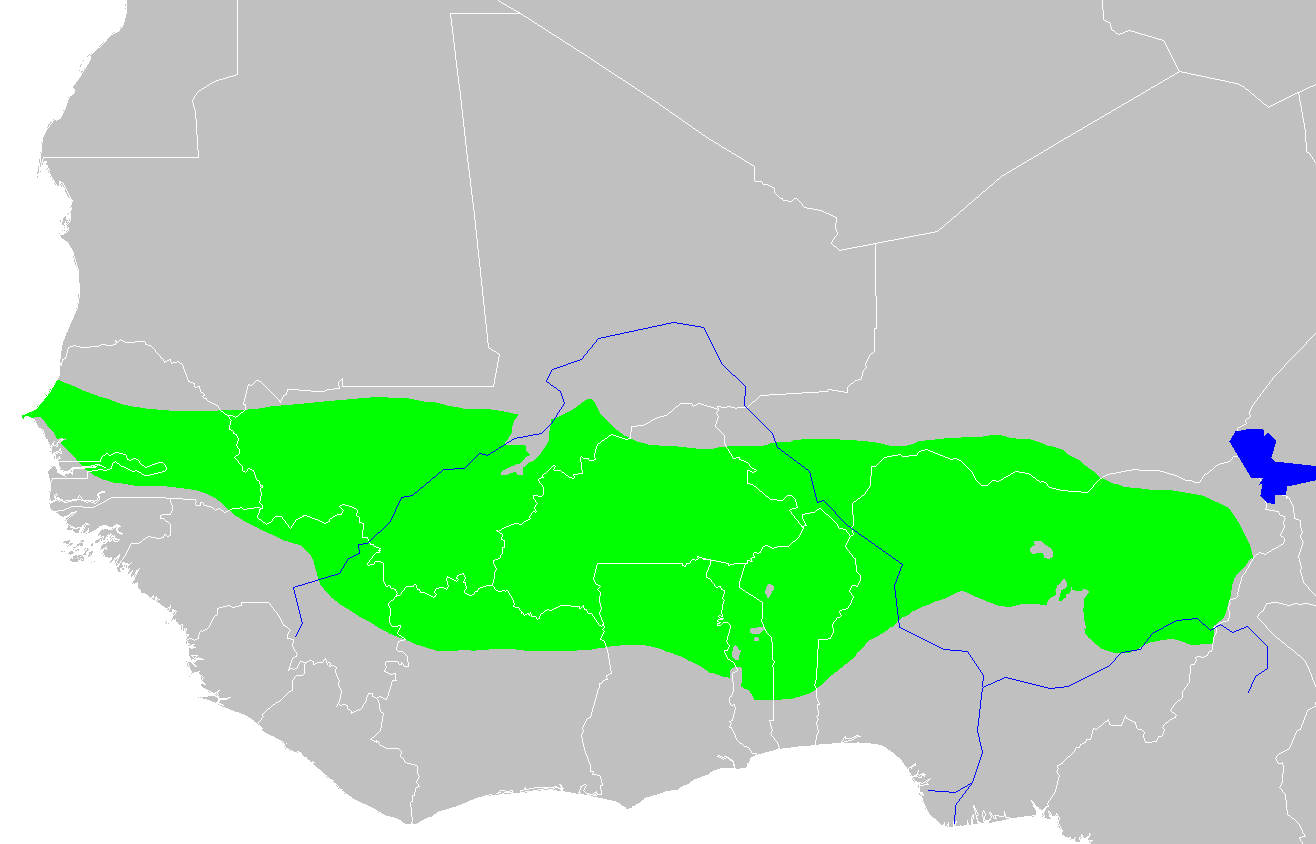
Nyugat-szudáni régió

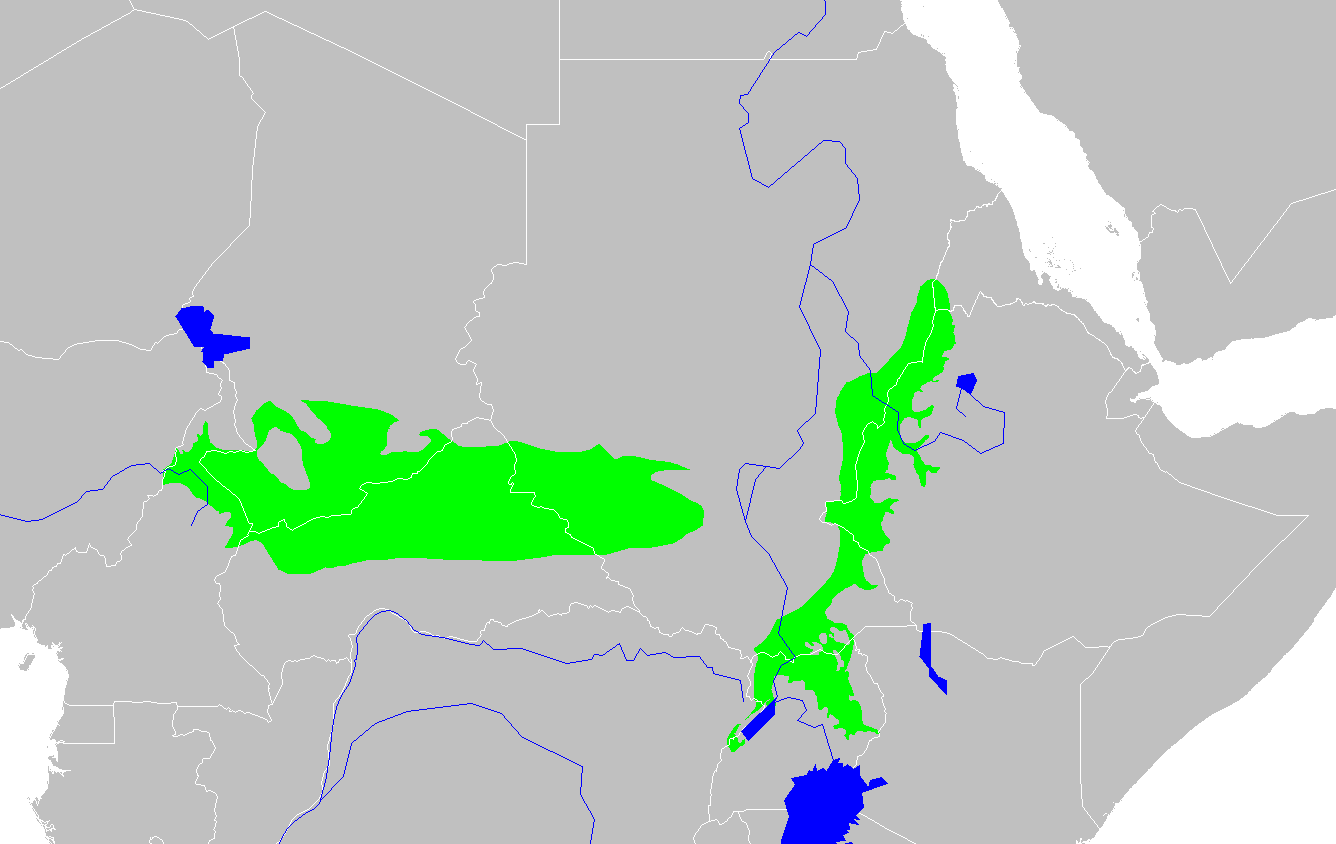
Kelet-szudáni régió

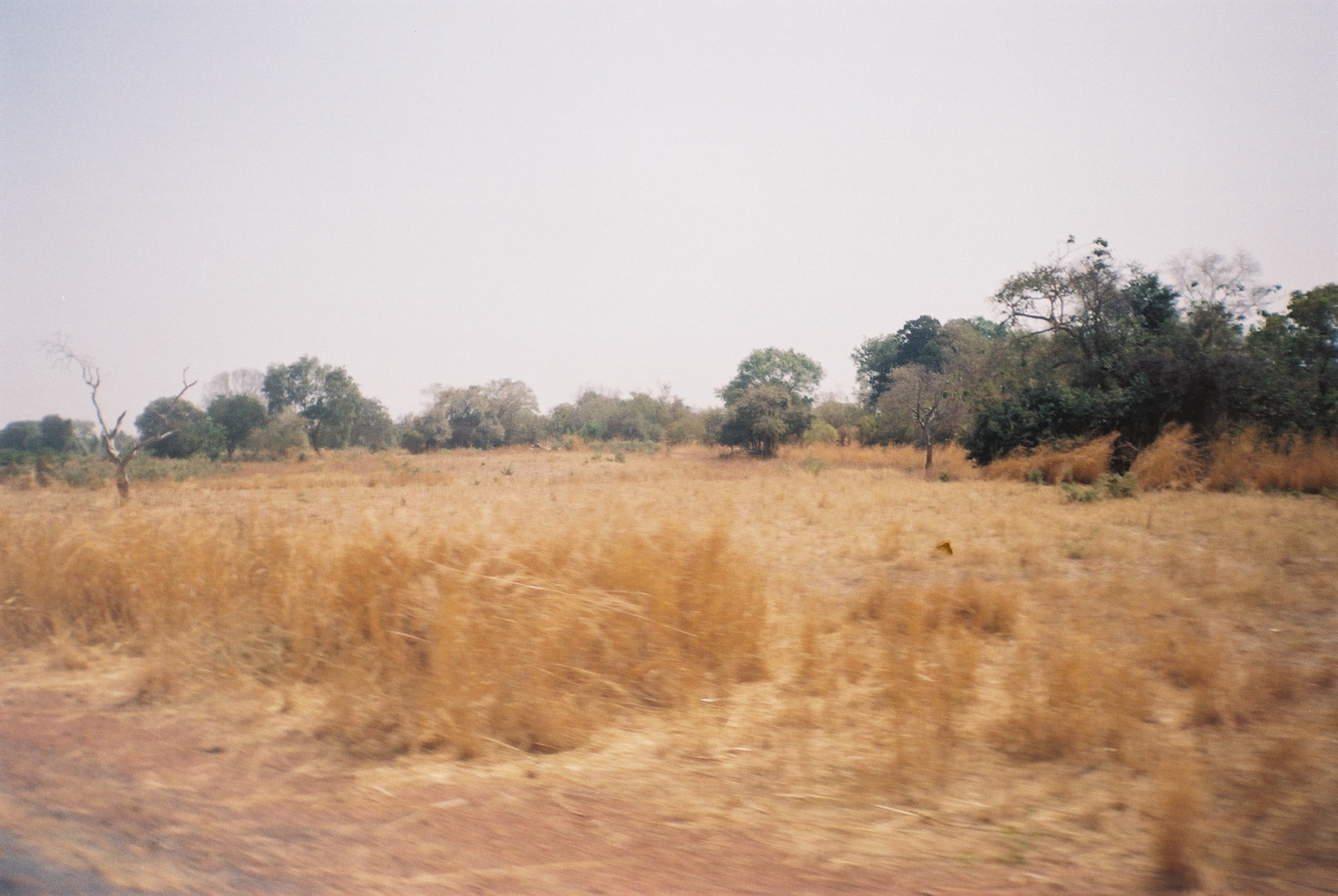
Tipikus táj a Szudán régióban

A Szudán (az arab bilád asz-szudán – a „feketék földje” kifejezésből, amely Nyugat-Afrikát és Közép-Afrikát jelöli) földrajzi régió, amely nyugat-keleti irányban átszeli az afrikai kontinenst, széles sávot képezve a Szahara és az esőerdőöv között.
Az azonos nevű ország a régió keleti, egykor brit uralom alatt állt része, az egykori Angol-Egyiptomi Szudán.
Szudán sávja nyugaton Malitól (a korábbi Francia Szudántól) keleten az Etióp-fennsík nyugati szegélyéig terjed. Északra fekszik tőle a szárazabb, akáciacserjés szavanna, a Száhel övezet, amely a másik oldalán a Szaharával szomszédos, keletre pedig Etiópia. A Szudán füvei magasabbra nőnek, mint a Száhelben, és a mezőgazdasági művelésre is alkalmasabb, mivel több csapadékot kap.
A régiót a Kameruni-fennsík osztja keleti és nyugati részre. Nyugati részétől délre Guinea erdős-szavannás vidéke húzódik. Nyugat-Szudán déli része a Szadd hatalmas füves mocsárvidéke, a keleti szudáni vidéktől délre az észak-kongói erdő-szavanna mozaik található.